# アルマンド・ゲブーザ
アルマンド・エミリオ・ゲブーザ（Armando Emílio Guebuza, 1943年1月20日 - ）は、モザンビークの軍人、政治家。2005年から同国大統領を2期務めた。モザンビーク軍大将の称号を持つ。
ゲブーザは、モザンビーク解放戦線（FRELIMO）政治局の元メンバーであったとともに、1986年にサモラ・マシェル大統領が急死した際に暫定的に合議を行っていたモザンビーク解放戦線中央委員会政治局の10人のメンバーの一員であった。
ゲブーザは、モザンビーク北部で1943年に生まれた。20歳の時にFRELIMOに入ってまもなく、ポルトガルに対するモザンビーク独立戦争（1964年 - 1974年）が始まった。独立を果たした1975年までには、FRELIMOの重要な将軍であり指導者となっていた。
マシェル政権下では内相を務め、ポルトガル人居住地区に対して24時間以内に退去を命じるという、「2420」と呼ばれる命令を出した。これは、問題の居住地区は荷物の持ち出しを20kgまでに制限していたことに由来する。1980年代、ゲブーザは「生産作戦」（Operation Production）と呼ばれる計画を打ち出した。都市部の失業者を北部の農村地帯に運ぶというもので、不評を買った。
1986年、マシェル大統領が南アフリカで航空機事故により急死すると、事故調査委員会の一員となったが、委員会は結論を出すことができなかった。1992年、FRELIMOは敵対していた反政府組織モザンビーク民族抵抗運動（RENAMO）とローマで和平交渉を行い、10月4日、ゲブーザはFRELIMOを代表してローマ和平協定にサインを行った。その後、1994年に行われた最初の通常選挙までの過渡期には、和平協定の最も重要な実行母体である共同管理監視委員会のモザンビーク政府代表を務めた。
国営企業の民営化など、社会主義による経済政策を放棄したジョアキン・アルベルト・シサノ大統領の下、ゲブーザは経営者として成功を収めた。特に建設業、輸出、水産業によって豊かになった。
2002年、激しい選挙戦を経て、ゲブーザはFRELIMOの大統領選挙候補者に選ばれた。翌年には党の事務局長となった。
2004年12月の大統領選挙にFRELIMOの候補者として出馬し、63.7％の票を獲得して大統領に選出された。翌2005年2月2日、モザンビークの第3代大統領に就任する。一方でこの選挙は、選挙管理委員会が公平で透明な選挙を行わなかったとして、国際監視団から非難を受けている。
2009年10月の大統領選挙において、現職として再選。2015年に任期を終えた（後継は同じFREIMOのフィリペ・ニュシ）
大統領在任中の2008年、アフリカ開発会議 (TICAD) 参加のために来日。民間ベースの国際協力がきっかけとなってモザンビークとつながりができた愛媛県松山市を訪問した。
2009年8月1日に開通したザンベジ川にかかる橋は、彼の名前を取りアルマンド・エミリオ・ケブーザ橋と命名された。